# Wettenbosteler Moor
Das Wettenbosteler Moor ist ein Naturschutzgebiet in den niedersächsischen Gemeinden Wriedel und Hanstedt in der Samtgemeinde Bevensen-Ebstorf im Landkreis Uelzen.

## Allgemeines
Das Naturschutzgebiet mit dem Kennzeichen NSG LÜ 034 ist 12,8 Hektar groß. Es ist vollständig vom Landschaftsschutzgebiet „Süsing“ umgeben. Das Gebiet steht seit dem 2. März 1977 unter Naturschutz. Zuständige untere Naturschutzbehörde ist der Landkreis Uelzen.

## Beschreibung
Das Naturschutzgebiet liegt am Fuße der Wendberge im Süden des Süsing, einem Waldgebiet in der Lüneburger Heide und stellt einen flachen Moorrest eines ehemals ausgedehnten Hochmoores im Tal des Oechtringer Bachs unter Schutz. Bei dem Moor handelt es sich um ein Quellmoor mit mehreren entkusselten Quellflächen, das von Kiefernwald umgeben ist. Die Waldflächen im Süden des Naturschutzgebietes werden forstwirtschaftlich genutzt.
Das Moor wird von Pfeifengräsern und Torfmoosen geprägt. Aber auch Wollgräser, Moosbeeren und Krähenbeeren sind zu finden. Das Gebiet wird über Oechtringer Bach, Schwinau und Gerdau zur Ilmenau entwässert.